# カルシャリ

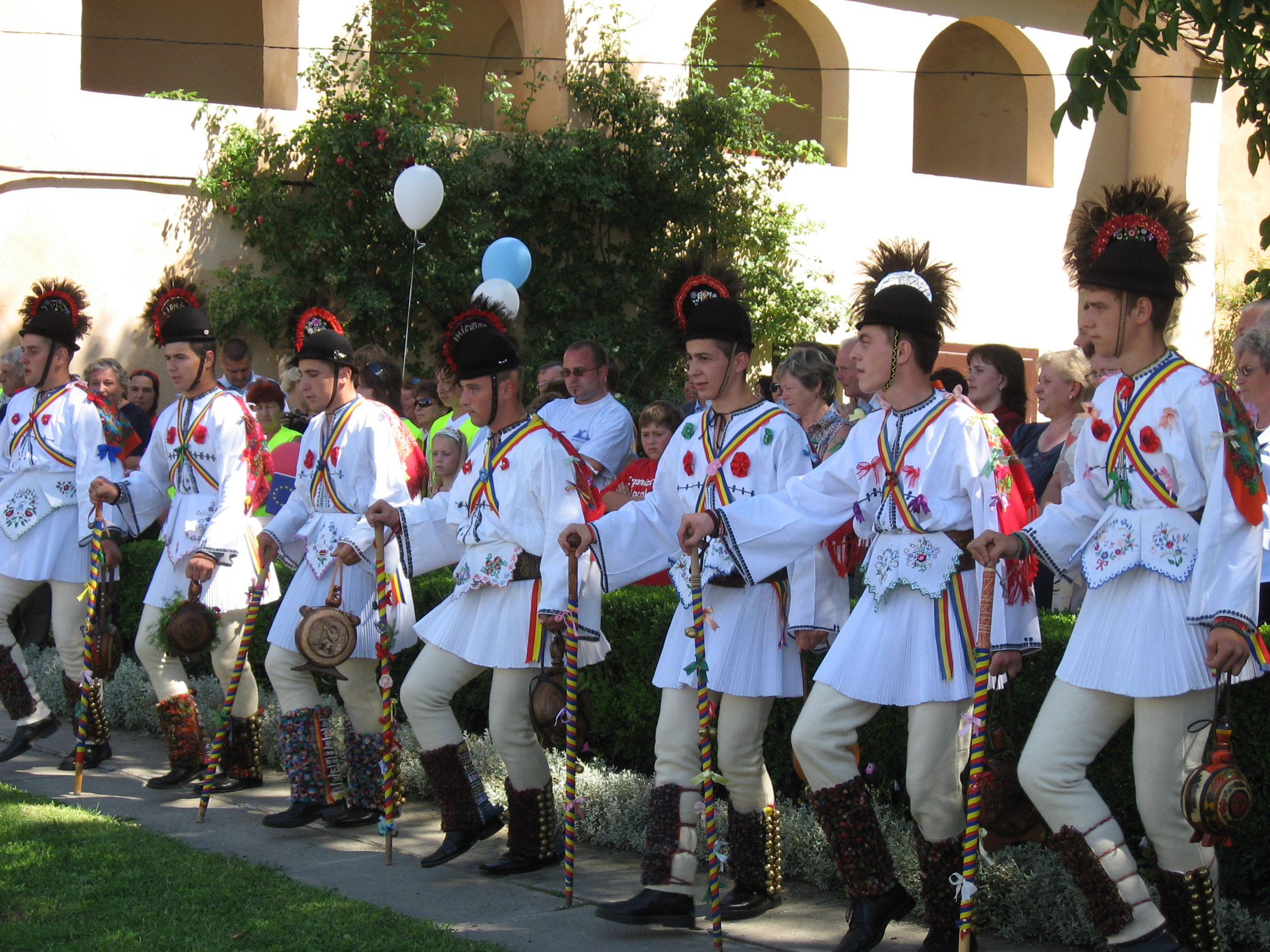
カルシャリ達。クリスチャンの教会にて。2009年

カルシャリ(ルーマニア語: Călușari、ルーマニア語発音: [kəluˈʃarʲ]、ブルガリア語: калушари, русалии、マケドニア語: русалии)は、元々はルーマニアのカルシュ(ルーマニア語: căluș)という曲芸的な儀式の踊りについて、その踊りを実践する「地域社会の閉鎖的な組織」のメンバー達を指していた。
転じて、カルシャリは踊り（本来はカルシュ）自体も指すこともある。儀式や踊りはルーマニア南部のオルテニア地域で主に行われており、モルドバなどの周辺地域でも行われている。
カルシャリは、"Călușari" 以外にも "căluşarii"（ルーマニア語で "the căluşari" の意）、"căluşeri"、"căluş"、"căluşel"、および英語表現で "calusari"、"calushari"、"caluseri"、"calusheri" などと綴られている。セルビアとブルガリアのヴラフ人も演じており、似た名前の "Kalushar" や "Kalushari"としてブルガリアでの民間伝承で紹介されている。
カルシャリは、「カルシュの儀式」（Căluş ritual）として2008年にユネスコの無形文化遺産の代表リストに登録されている（2005年に宣言済み）。
ルーマニアの南部のオルト県のスラティナでは、毎年カルシャリのフェスティバルが開かれ、それぞれ個別のダンサーチームの独特なスタイルが披露されている。

## 妖精や神話との関連
ルーマニアの歴史学者ミルチャ・エリアーデによれば、カルシャリは「空を飛ぶような印象を与える、踊り手達の能力」と記しており、この踊りが、馬を鞭打つ様と妖精ズーネの踊りの両方を表していると信じていた。この妖精達の「女王（主人）」 (Doamna Zînelor)は ヘロデヤやアラディアとしても知られており、ミルチャ・エリアーデは神話上のディアーナにも結び付けていた。
妖精との関連性から、妖精によって犠牲となったと考えられる人々をカルシャリの儀式で治癒できると信じられていた。 復活祭からペンテコステまでの2、3週間の間に、数人のバイオリン弾きと共に踊りが行われ、全ての関わった地域へと妖精たちは旅をして、その地の人々を治癒していたという。
舞踊にはこん棒や剣、旗や木製の馬の頭を用い、踊り手達はお互いを兄弟として扱い、カルシャリの慣習を尊重し、続く9日間は純潔を守る、とグループの旗に誓った。家に帰ると、彼らの旗は地面に固定され、一人のメンバーがそれに登って「戦争、愛する人々よ、戦争」と叫んだ。
カルシャリの儀式の起源は知られていないが、キリスト教以前の出生儀式と春の儀式に由来する、あるいは古代インド・ヨーロッパの馬の礼拝に根ざしているとも考えられている。カルシャリについて、17世紀のヨハンネス・カイオーニの楽譜に記されているとディミトリエ・カンテミールのDescriptio Moldaviae（1714）で言及されている。ミルチャ・エリアーデは「儀式の中での宣誓は神の名で行われるが、カルシャリで定められている神話や儀式の筋書はキリスト教と共通ではない」と記しており、少なくとも19世紀にはいくつかの地域でカルシャリの関係者が3年の間、ミサから排除されるといった形で聖職者からの反対があった。

## 語源
宗教歴史学者のミルチャ・エリアーデは、カルシャリ(ルーマニア語: Călușari)という言葉は、ラテン語の"caballus" 由来のルーマニア語 "cal"（「馬」の意）が起源であると信じていた。
一般的に受け入れられている "Căluş"の語源は、"踊りのグループ"と"秘密組織"の両方を意味する、古いラテン語の複数形 "collusium"、"collusii"であるが、他の語源も提言されている。
そのひとつは、"căluş" はルーマニア語で「おしゃべりを防ぐために口にくわえる小さな木片」を指す言葉であり、この言葉では「人形」や「儀式中の沈黙」の意味の派生も見られる。また、"căluş" は「馬の手綱の木製部分」を意味し、更に別の見方では、ルーマニア語 "cal"（「馬」の意）の指小語が "căluș" へ派生したとしている。
土地の豊かさと戦争に結びつく「馬」にまつわる神話を背景に、ある種の "Căluș" の踊りでは馬を模した様がみられる。ただし、現在ではその種の踊りは儀式においては主な役割を果たさなくなっている。
更に別の説では、火星を崇拝するローマの神官 "Coli-Salii" に由来するとされている。

## 説明

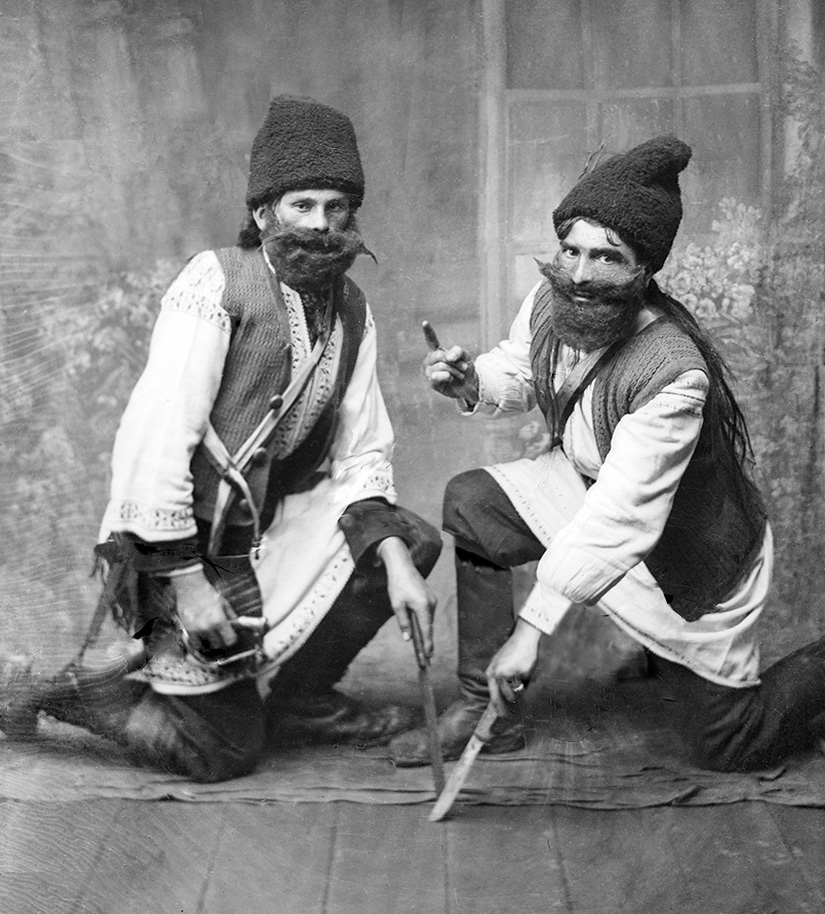
2人のカルシャリ。Costică Acsinte撮影、1930–1940年頃

伝統的にカルシャリの集団は、秘密的で、男性のみで構成されている「春の儀式」に向けた組織である。元々は部族の戦士の集団の末裔とみられる。組織の年長の指導者(ルーマニア語: vataf)は「儀式の知識と踊りのステップ」(ルーマニア語: descântece)を受け継いでおり、"vataf" は若くて独身の身体能力の高い男性の参加者達をカルシャリに勧誘する。男性の参加者は独身でなくてもよいが、儀式の期間中、メンバーは女性との性的接触がタブーであり、既婚者は妻と別居する決まりである。 参加者は秘密に関する誓いを立て、「旗を揚げる」と呼ばれる開始の儀式を経て踊りの様式を学ぶ。
春になるとカルシャリの集団は村々を順番に回り、週末に行われる踊り（ホラ）に参加する。
カルシュは男性達の踊りである。かつてはオルテニア地域の伝統の記録には1-2人の少女を含む踊りがあったが今日では廃れてしまっている。その事例では、カルシュの踊り手の集団達が巡って行った村々から、その踊り手達によって、「花嫁」としての少女を踊りの技能に基づいて選びだす。選ばれた「花嫁」はその後3年連続で儀式の踊りに参加することを宣誓する。
カルシャリは白いズボンと白いチュニックを着用し、明るい色のリボンを帽子からなびかせる。ベルを足首に付けて、華やかの飾りがついた棒を使い、踊っている時に棒を直立させたり、棒で地面を指したりする。体を伸ばしたり、高く飛ぶことを強調した踊りは、それ自体が高度に曲芸的であり、アイルランドのケーリー・ダンスにとても良く似ている。
多くのモリス・ダンスでそうであるように、多くの伝統的なカルシャリの中には、道化役(ルーマニア語: nebun)が含まれている。
踊りには以下の特徴がみられる。
- 踊り始めは、「歩いて」(ルーマニア語: plimbări)、あるいは基本的なステップを踏んで、踊りの輪の上を反時計回りに進む。
- 歩いている動作の合間に、その場でより複雑なステップ動作(ルーマニア語: mișcare)をする。
- 踊りの構成は、要素の組み合わせて行われ、「最初-途中-最後」といった構造を持っていることが多い。

## 類似の踊り
儀式の踊りに由来する男性達の踊りは、カルパティア山脈地域やトランシルヴァニアに見受けられる。
モルダヴィアの Trilișești、Țânțăroiul、マラムレシュの Bărbătescul、De sărit といったカルパティア山脈地域の踊りでは、基本的な動作で構成されているのに対して、トランシルヴァニアの De bâtă、Haidău、Fecioreasca といった踊りには、後から複雑な動作が開発されて加えられており、カルシャリの様式に近い。
イングランドのモリス・ダンスも、その振付や、儀式的なソード・ダンス、衣装などの点で似ている。このことは、カルシャリの様な男性の集団の踊りは、単にヨーロッパの民俗舞踊の一般的な形態であるとも考えられ、妖精の様な一般的な民俗信仰ともつながる可能性がある。
また、エジプトのハルガの住人によって、同様のダンスが演ぜられているが、振り付けと衣装には少し異なり、その衣装はあまり鮮やかな色ではあない。